# 伊普埃拉斯 (塞阿臘州)
4°32′35″S 40°43′0″W / 4.54306°S 40.71667°W

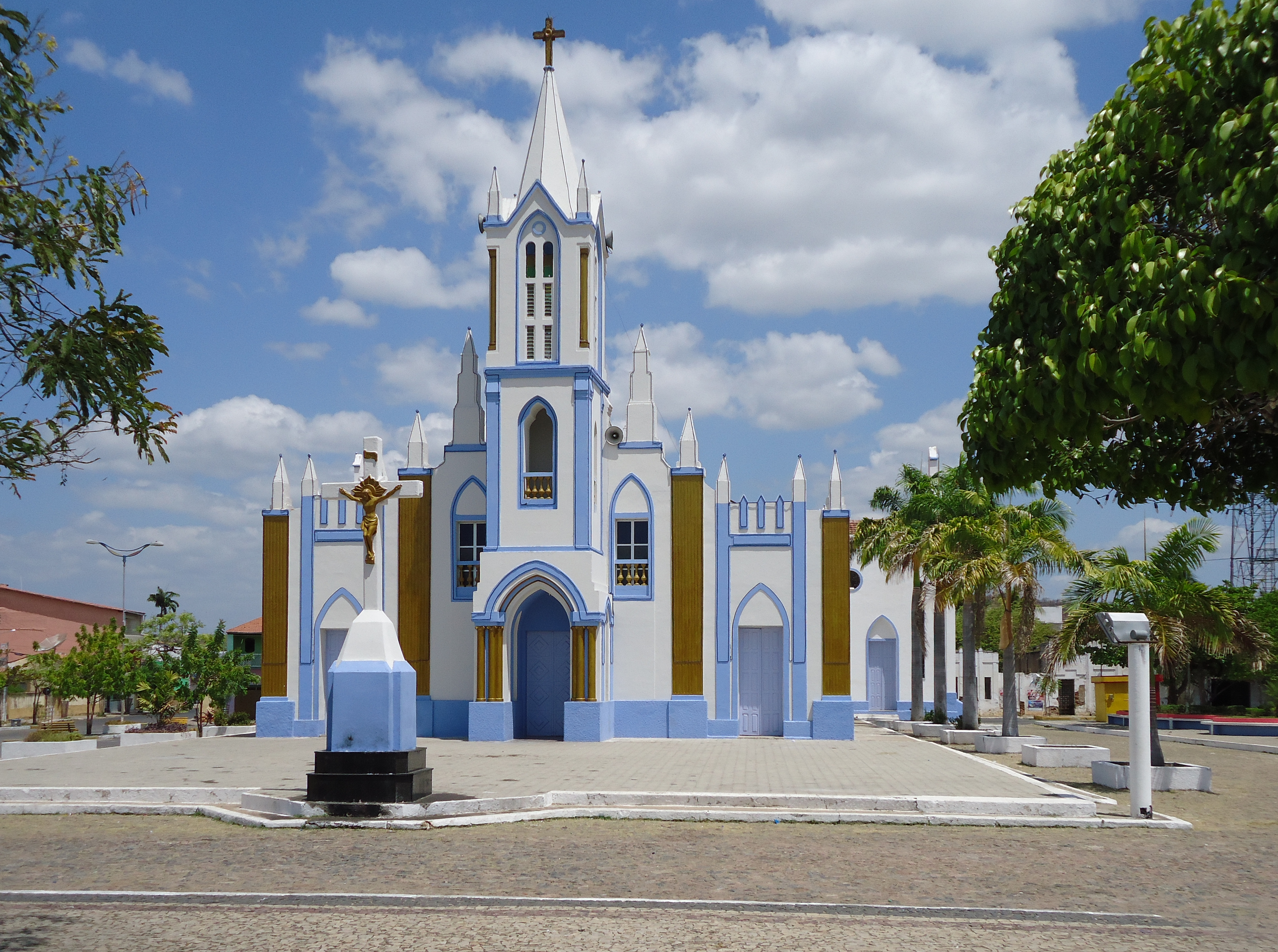
伊普埃拉斯的教堂

伊普埃拉斯（葡萄牙語：Ipueiras），是巴西的城鎮，位於該國東北部，由塞阿臘州負責管轄，始建於1883年10月25日，面積1,474平方公里，海拔高度231米，2010年人口37,874，人口密度每平方公里25.69人。